# Bulletproof (película)
Bulletproof es una película de comedia estadounidense de 1996 dirigida por Ernest Dickerson y protagonizada por Damon Wayans y Adam Sandler. No fue bien recibida por la crítica y cuenta apenas con un 8% de aprobación en la página Rotten Tomatoes basado en 39 críticas.

## Sinopsis
Archie Moses es un ladrón de poca monta de Los Ángeles que contrabandea drogas para el señor de la droga Frank Colton, quien lava su dinero a través de un concesionario de automóviles. Tiene a su amigo Rock Keats, quien conoce desde hace un año, que al entrar en confianza lo quiere meter en sus negocios. Lo que Moses no sabe es que Keats, es en realidad el policía encubierto Jack Carter, quien se hizo amigo de él solo para infiltrarse en su banda y están a solo un paso de atraparlo. Sin embargo Carter se volvió realmente amigo de Moses y no parece estar muy de acuerdo con atraparlo, a pesar de la insistencia de su jefe Will Jensen, por eso pide que él solo lo puede atrapar para ayudarlo a reformarse.
Ya en un galpón con Moses, Carter descubre que se trafica droga ahí dentro. De repente queda al descubierto y la policía arremete con todo con el lugar. Carter queda cara a cara con Moses y accidentalmente, Moses dispara a Carter en la cabeza, matándolo aparentemente. Luego escapa pero es atrapado por la policía a los pocos días.
Carter sobrevive por un milagro y por un trabajo extenso de recuperación en dónde se enamora de su kinesióloga Tracey. Está muy enojado con Moses y quiere matarlo. Archie está en Arizona detenido dispuesto a confesar. Pero cuando va allí los hombres de Colton, para evitar que Moses confiese, intenta matarlo, por eso arremete contra toda la custodia policial pero sin embargo escapan. Mientras intentan volver a Los Ángeles, al principio están muy resentidos el uno con el otro, pero sin embargo después se irán reconciliando. Moses afirma que hay una lista de nombres de policías corruptos, por eso acepta entregarse pero bajo custodia de amigos de Carter. Pero sin embargo debe liberarlo rápido porque Colton captura a Tracey y obliga a traer a Moses a su lujosa mansión o va a matarla, por lo que después de descubrir que Jensen parece ser uno de los infiltrados (a pesar de que Moses se confundió con un apellido parecido y no era) van a la mansión de Colton, dónde descubren que también Tracey estaba involucrada. Después de una gran pelea en donde Moses recibe un disparo por proteger a Carter, este último decide perdonarle y lo deja escapar.
Finalmente ambos se van a México.

## Reparto
- Damon Wayans: Rock Keats/Jack Carter.
- Adam Sandler: Archie Moses.
- James Caan: Frank Colton.
- Jeep Swenson: Bledsoe.
- James Farentino: Will Jensen.
- Kristen Wilson: Tracey Flynn.
- Larry McCoy: el Detective Sulliman.
- Allen Covert: el Detective Jones.
- Bill Nunn: Finch.
- Mark Roberts: Charles.